# Herichthys
A Herichthys a sugarasúszójú halak (Actinopterygii) osztályának sügéralakúak (Perciformes) rendjébe, ezen belül a bölcsőszájúhal-félék (Cichlidae) családjába tartozó nem.

## Tudnivalók
A Herichthys-fajok az Amerikai Egyesült Államok déli részén és Közép-Amerikában, főleg Mexikóban fordulnak elő. Testméretük fajtól függően 11-30 centiméter között mozog.

## Rendszerezés
A nembe az alábbi 7 faj tartozik:
- Herichthys carpintis (Jordan & Snyder, 1899)
- Herichthys cyanoguttatus Baird & Girard, 1854 - típusfaj
- Herichthys deppii (Heckel, 1840)
- Herichthys minckleyi (Kornfield & Taylor, 1983)
- Herichthys tamasopoensis Artigas Azas, 1993
- Herichthys tepehua De la Maza-Benignos, Ornelas-García, Lozano-Vilano, García-Ramírez & Doadrio, 2014
- Herichthys teporatus (Fowler, 1903)

## Képek

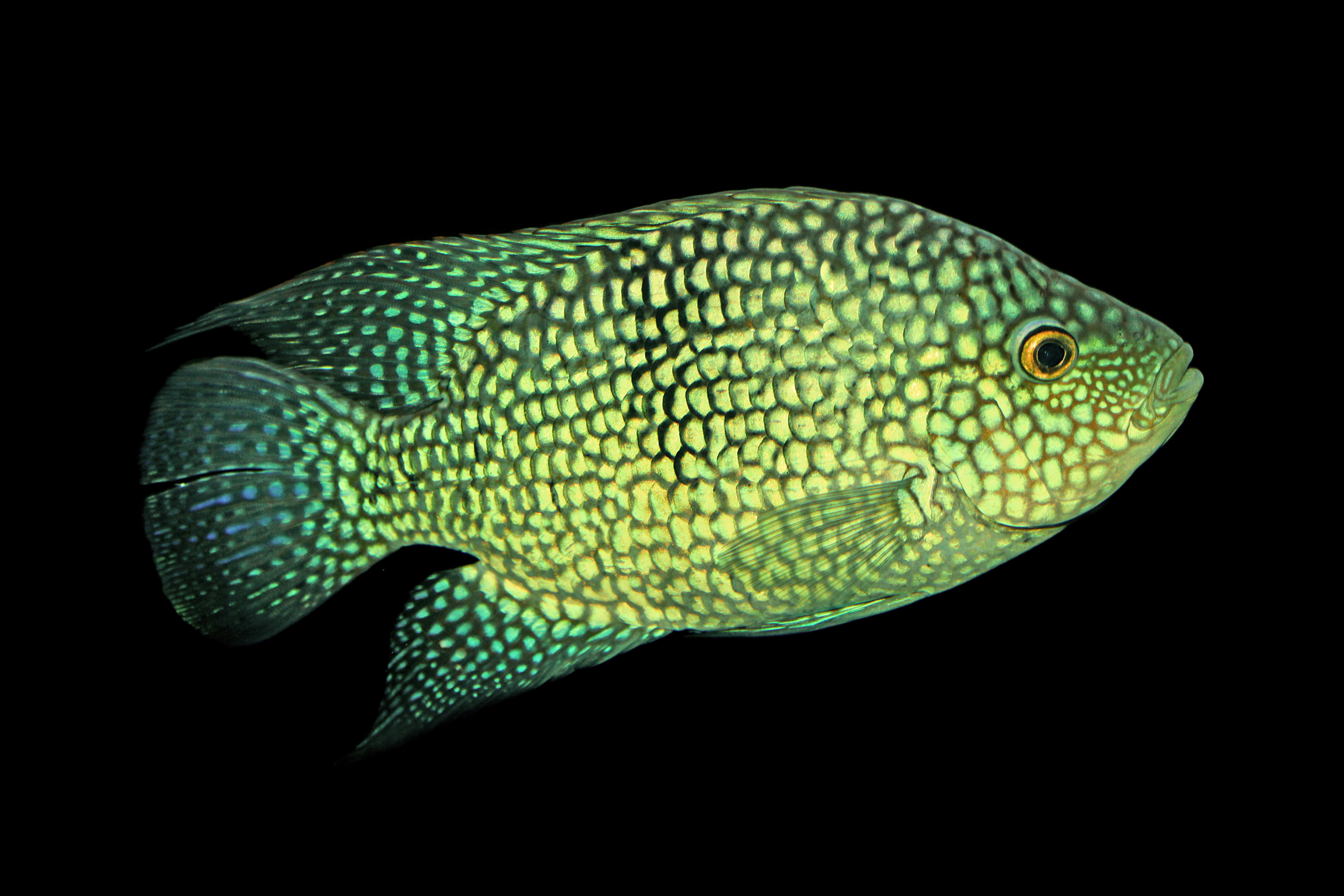
Herichthys carpintis
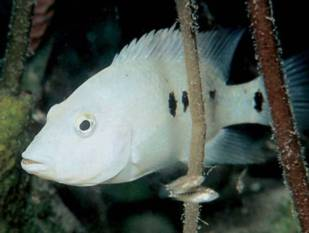
Herichthys minckleyi
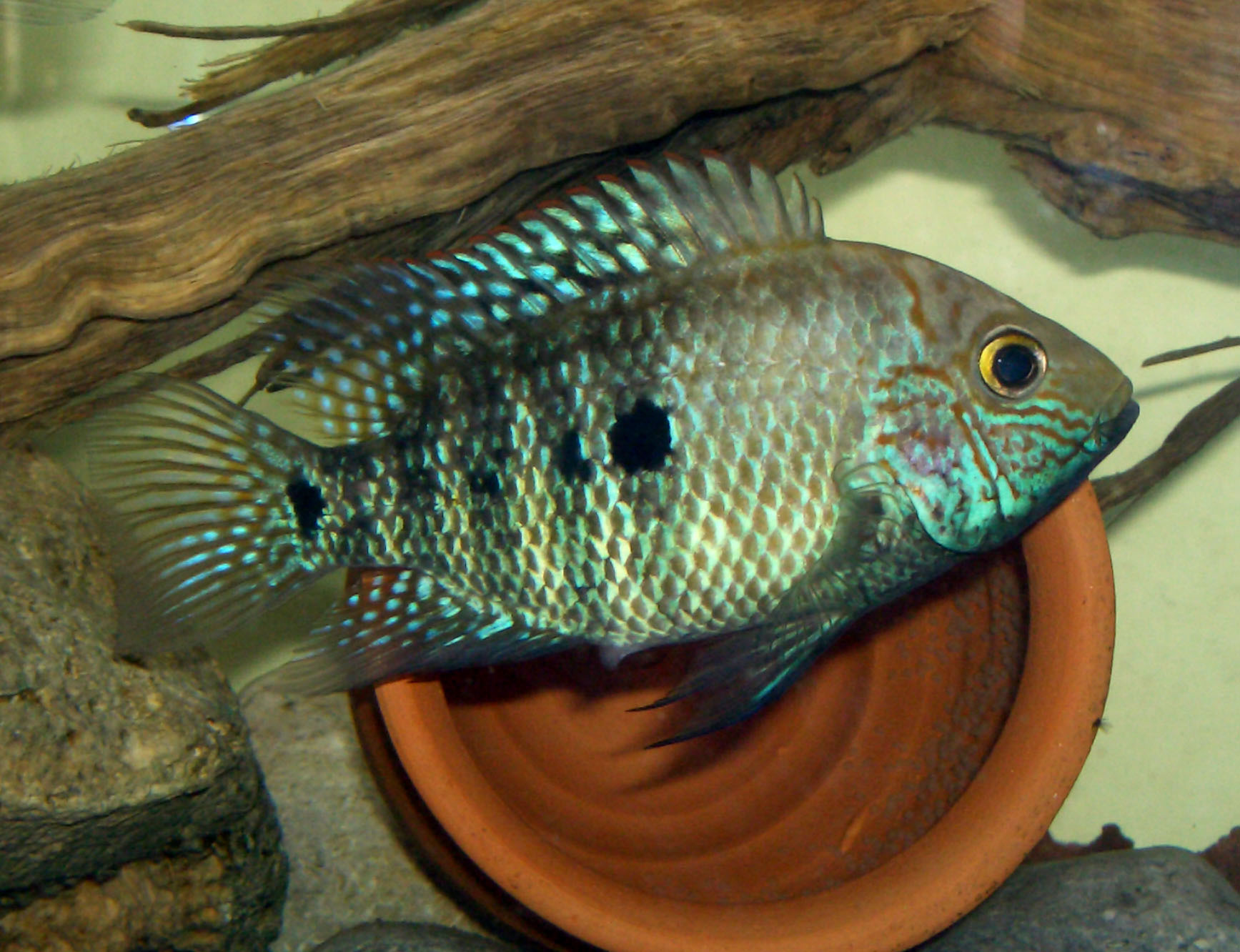
Herichthys tepehua
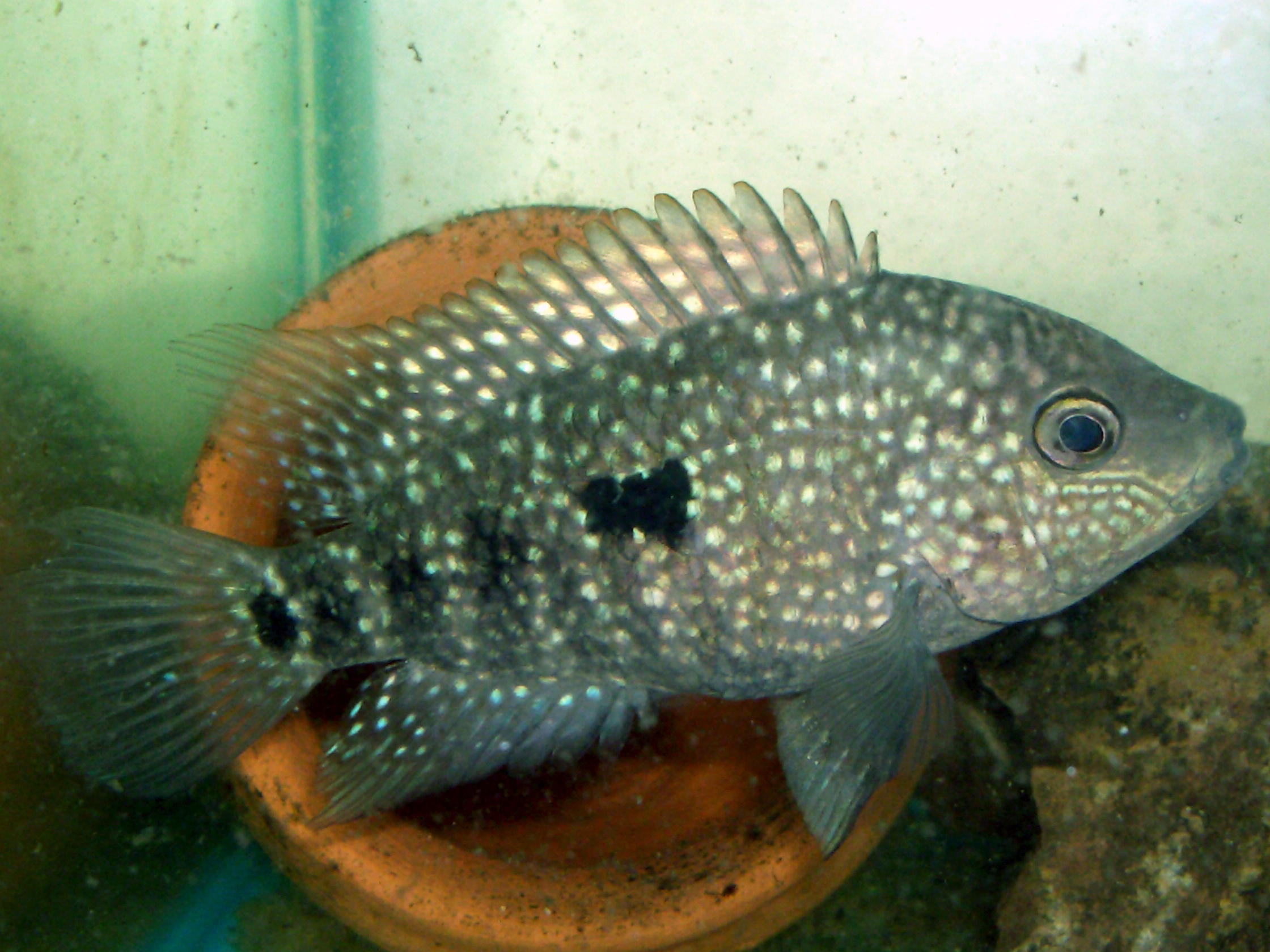
Herichthys teporatus